# Devaughn Elliott
Pour les articles homonymes, voir Elliott.
Devaughn Elliott, né le 28 octobre 1991, est un footballeur international christophien.

## Biographie

### Buts en sélection
| Buts en sélection de Devaughn Elliott | Buts en sélection de Devaughn Elliott | Buts en sélection de Devaughn Elliott                | Buts en sélection de Devaughn Elliott | Buts en sélection de Devaughn Elliott | Buts en sélection de Devaughn Elliott | Buts en sélection de Devaughn Elliott |
|                                       | Date                                  | Lieu                                                 | Adversaire                            | Score                                 | Résultat                              | Compétition                           |
| ------------------------------------- | ------------------------------------- | ---------------------------------------------------- | ------------------------------------- | ------------------------------------- | ------------------------------------- | ------------------------------------- |
| 1.                                    | 6 septembre 2011                      | Beausejour Stadium, Gros Islet (Sainte-Lucie)        | Sainte-Lucie                          | 4-0                                   | 4-2                                   | QCM 2014                              |
| 2.                                    | 8 octobre 2014                        | Stade Sylvio Cator, Port-au-Prince (Haïti)           | Barbade                               | 1-0                                   | 2-3                                   | QCAR 2014                             |
| 3.                                    | 10 mai 2015                           | Usain Bolt Sports Complex, St. Michael (Barbade)     | Barbade                               | 2-1                                   | 3-1                                   | Amical                                |
| 4.                                    | 12 novembre 2015                      | Estadi Nacional, Andorre-la-Vieille (Andorre)        | Andorre                               | 1-0                                   | 1-0                                   | Amical                                |
| 5.                                    | 19 novembre 2016                      | Warner Park, Basseterre (Saint-Christophe-et-Niévès) | Estonie                               | 1-0                                   | 1-1                                   | Amical                                |

## Palmarès

### En club
- Village Superstars FC
  - Champion de Saint-Christophe-et-Niévès en 2011.

- W Connection
  - Champion de Trinité-et-Tobago en 2014.
  - Vainqueur de la Coupe de Trinité-et-Tobago en 2014.